# Paloma Lago
Paloma Lago (Ferrol, La Corunya, 22 de maig de 1967) és una model i presentadora de televisió espanyola.

## Biografia
El 1985 es va traslladar a viure a Madrid, on va estudiar disseny i moda, i va trobar la possibilitat de treballar com a model, de la mà de l'agència International Booking. El 1990 va debutar com a presentadora de televisió al programa Tele 5 ¿dígame? (1990-1992), primer amb Laura Valenzuela i Javier Basilio i a la seva última temporada amb Andrés Aberasturi. Aquest mateix any va aparèixer també al programa Tutti Frutti, de la mateixa cadena.
El 1993 va conduir el concurs Los cinco sentidos, a Antena 3, sota la direcció de Júlia Otero i quatre anys més tard Risas y estrellas (1997-1999) a TVE amb Pedro Rollán en la seva primera temporada i més tard amb José Luis Moreno i Loreto Valverde.
Entre 1999 i 2002 es va convertir en presentadora de programes infantils, quan Televisió Espanyola va encarregar-li posar-se al capdavant de l'espai TPH Club. El 2000 també es va fer càrrec amb Carlos Lozano d'Eurocanción, programa dissenyat per triar els participants espanyols en el Festival d'Eurovisió. Els anys 2000, 2001 i 2002 es va encarregar de presentar el nadalenc espai de TVE Telepasión amb Carlos Lozano. Al final d'aquests mateixos anys va compartir espai amb Ramón García en les campanades de Nit de cap d'any.
Més tard, el 2004, va presentar l'espai musical El verano ya llegó, al costat de Miguel Ángel Tobías. També ha fet les seves incursions en la interpretació, en la sèrie Compuesta y sin novio (1994), amb Lina Morgan i la pel·lícula Cuernos de mujer (1995), d'Enrique Urbizu, amb María Barranco. El 2006 va participar com a concursant al programa de monòlegs El Club de Flo, en La Sexta. El 2010 va presentar la Cibeles Madrid Fashion Week per al canal Nova. Entre 2010 i 2011 va conduir la secció "De lujo" en el magazín diari 3D d'Antena 3, presentat per Glòria Serra.